# Gunungiella ekavimchi
Gunungiella ekavimchi är en nattsländeart som beskrevs av Schmid 1968. Gunungiella ekavimchi ingår i släktet Gunungiella och familjen stengömmenattsländor. Inga underarter finns listade i Catalogue of Life.